# The Sims 2: FreeTime
The Sims 2: FreeTime è il settimo expansion pack per il videogioco di simulazione per computer The Sims 2, con il quale i sim potranno divertirsi nel tempo libero e dedicarsi ad attività di svago e agli hobby.

## Nuove attività
Questa espansione consente ai sim di dedicarsi alle proprie abilità e al divertimento con nuove attività che vanno dalla cucina al birdwatching, dallo sport all'artigianato, alla riparazione dell'auto, passando per la danza e la costruzione di trenini elettrici e molto altro. Condividere interessi comuni e perfezionare le abilità apporta miglioramenti alla vita sociale dei sim ricavandone innumerevoli bonus in termini di amicizie e successo, nuovi oggetti, nuovi ambienti, nuove aspirazioni e nuovi segreti da sbloccare.

## Gli Hobby
Con FreeTime i sim potranno dedicarsi a moltissimi hobby come: Musica, Scienze, Natura, Arte, Sports, Fitness, Cucina, Cucito, Danza, e altro, si potranno sbizzarrire a crearsene di nuovi e migliorare le loro abilità. Più i sim praticheranno un'attività, più il loro entusiasmo in quel campo crescerà. Tuttavia, maggiore sarà l'entusiasmo, più tempo sarà necessario dedicare all'attività per mantenere il livello di entusiasmo. Per fortuna, man mano che l'entusiasmo cresce, diventano disponibili nuovi modi per svilupparlo: parlare con gli altri sim, fare ricerche in rete, leggere, eccetera.

## Sport
Ora i sim saranno in grado di giocare con la palla, in campo da gioco, a calcio (incontri uno contro uno) e a pallacanestro (tiri liberi). Non potranno giocare partite complete né al primo né al secondo gioco.

## Cucina
In Freetime sono state aggiunte molte nuove opzioni nel campo della cucina. Sarà possibile realizzare piattini con antipasti, cucinare per un concorso di cucina in cui si vince una medaglia e dei soldi. Nella modalità compra ci sarà anche un chioschetto in cui si possono assaporare succhi di diverso genere come il succo d'uva, il succo di bacche. Saranno disponibili anche molti abiti da donna con il grembiule decorati con quattro temi: a quadretti blu, a quadretti rossi, con le ciliegie e marrone a pois. Questi vestiti saranno disponibili sia con il grembiule che senza. Inoltre si potrà scrivere una guida ai ristoranti per consigliare ai grandi chef un quid di più. Le possibilità nella cucina sono infinite come negli altri campi.

## Musica e Danza
Il sogno di tutte le sim si sta avverando, grazie all'introduzione della danza e della pedana per imparare nuovi danzetti e balletti. Sarà possibile quasi per tutte le età: bambino, adolescente, adulto. In più saranno disponibili nuovi strumenti per ampliare la creatività dei sim come il violino, e si potrà comporre musica grazie ad un apparecchio speciale.

## Scienze e natura
Per gli interessati alla natura e la scienza c'è davvero molto tipo: esplorare i cieli con un nuovo telescopio per osservare meglio gli alieni, catturare insetti, (anche con la possibilità di conservarli in bacheche), osservare gli uccelli e molto altro.

## Arte
Condividere l'arte per i sim è davvero importante, perché avranno anche un nuovo stemma per l'arte vasaia, che gli permetterà di migliorare col tempo. Quindi saranno capaci di creare vasi e manufatti da esporre in casa oppure venderli. Altre forme d'arte divertenti sono riparere le auto (con la possibilità poi di guidarle e cambiarle il colore) e creare super modellini, l'arte aggiunge anche il tavolino per far dipingere bambini e neonati. Grazie alla macchina per cucire oltre che cucire i vestiti le tende e orsachiotti, i sim potranno personalizzare scegliendo il tipo di tessuto ed il suo colore, inoltre potremo fare una descrizione e scegliere il nome del prodotto appena fatto. Il cucito, come la lavorazione della ceramica, ha degli stemmi dei talenti. Con lo stemma oro nel campo del cucito i sim possono creare veri e propri abiti personalizzati.